# René Dávalos
René Dávalos Inchausti (Asunción, Paraguay, 1945 - 1968) fue poeta, ensayista, narrador y líder estudiantil, cofundador de “Criterio” (1966-1977), una de las revistas de cultura de mayor importancia en el Paraguay en la segunda mitad del Siglo XX.

## Primeros pasos
Precisamente esta publicación, en su número 6 de marzo de 1969 -a pocos meses del fallecimiento de Dávalos- realizó un “Homenaje a René Dávalos” en el cual figura una biografía breve que se transcribe in extenso y que, en gran medida, es una declaración de principios de aquel grupo de jóvenes intelectuales: “Nacido el 30 de octubre de 1945, los 22 años de originalísima vida los vivió con una intensidad increíble. Sus inclinaciones de escritor y su manera distinta de observar y de vivir, se manifestaron ya en la primera infancia, cuando con un primo suyo llamado Cachín editaba un periódico de ejemplar único, con el que mantenía en constante nivel de escándalo y sobresalto a toda la parentela.
Ya mozo presidió la Academia Literaria del Colegio de Goethe, de cuyas estructuras fue uno de los promotores del cambio. Egresó de aquel colegio con notas brillantes y medalla de plata en 1963.
Sintiendo la estrechez cultural del ambiente nacional, casi hombre ya, sensible y lúcido, René Dávalos no soportó el quehacer intrascendente del ambiente medio burgués al que pertenecía por origen. Fue quizás su primera actitud de ruptura decidida con ese medio, su ida a Montevideo, donde hizo los dos primeros años de la carrera de Medicina. Esta experiencia múltiple de su alejamiento le hizo conocer y valor a la Cultura en libertad militante, le demostró lo imprescindible de una orientación filosófica para llegar a la acción y, personalmente, le hizo vivir la soledad que atempera el espíritu.

## Trayectoria
Volvió a Asunción a continuar sus estudios, se constituyó con otros jóvenes de inquietudes progresistas en el grupo que edita la revista universitaria de cultura Criterio. Ya entonces, su nombre de escritor y poeta combatiente comenzó a adquirir cuerpo.
Fue representante de Medicina ante la Federación Universitaria del Paraguay; representante estudiantil en comisiones de investigación de cátedra y de educación médica; uno de los fundadores del Frente Universitario Libre, grupo independiente y antitradicionalista de la Facultad de Medicina; consultor permanente y obligado de las autoridades del CEM (Centro de Estudiantes de Medicina) por su vasta formación y rigor analítico. Su característica figura de negra barba y porte altivo, sumada a su palabra penetrante y exacta, eran presencia necesaria en las asambleas estudiantiles de Medicina.
Ese fue René Dávalos, autor del poemario “Buscar la realidad”, el cofundador de Criterio, el que escribió en Argos, El Rinoceronte, Alcor, ABC, La Tribuna, Lucha, El Sembrador, Tribuna Universitaria, Época y otras publicaciones. Para él, hermano, revolucionario y amigo, al recordarlo elevamos nuestra promesa de seguir luchando por los ideales que guiaron su vida”. 
En su “Antología crítica de la poesía paraguaya contemporánea” Roque Vallejos señala: “La poesía de René Dávalos revelaba aún influencia de poetas españoles como Aleixandre y alguno que otro poeta local, pero por sobre todo desplegaba una ternura y una concepción triunfal del amor que era altamente personal en nuestra literatura. René Dávalos rompe en ese sentido con la misma promoción del sesenta que trabajó con disvalores y negó muchos principios, para no decir todos. En René Dávalos hay una resurrección de valores, levantados en vilo bajo el rótulo de realidad, y hay también una restitución de principios claramente perceptibles en algunos poemas...”

## Últimos años
En la madrugada del domingo 6 de octubre de 1968, a pocos días de cumplir 23 años, falleció René Dávalos en Asunción, trágicamente, víctima de un accidente automovilístico. 
Su muerte fue llorada por integrantes de su generación y por hombres y mujeres de la cultura que veían en él al más promisorio de los valores en la poesía, el ensayo y la crítica de su tiempo. 
Así, Emilio Pérez Chaves, en una extraordinaria “Elegía votiva para René Dávalos” escribe: “Al profeta podemos llamarle revelador de lo que hemos de hacer; al poeta, revelador de lo que hemos de amar. En René se conjugaban ambos vértices: por ello intuía que nacer no es sino comenzar a morir; por ello percibía la historia como la infatigable marcha hacia la felicidad, biografía indeleble del más ferviente de los anhelos humanos...” El sociólogo y también escritor y poeta José Carlos Rodríguez, en una “Semblanza humana de René” afirma: “René fue esencialmente un cosmopolita de la cultura. Estaba al tanto de la poesía “hippie” en su lengua de origen, estudiaba ávidamente francés porque no se resignaba a no leer a los clásicos en su idioma. Cuando hablamos por última vez él repasaba un libro de antropología, se estaba dedicando a la lingüística y preparaba unos exámenes de medicina. 
Aunque así lo parezca, no se dilapidaba. Tenía clara conciencia de que se debe conocer de todo para saber muy pocas cosas. Por eso cubría un amplio campo del conocimiento y profundizaba en muy pocos.

## Obras
El único poemario que logró publicar en su muy corta pero fructífera existencia fue “Buscar la realidad”.
Su poesía se encuentra dispersa en numerosas publicaciones culturales y estudiantiles que lograron profusa difusión en la década de los años 60 en el Siglo XX en el Paraguay.